# Сапегино (Смоленская область)
Сапегино — деревня в Вяземском районе Смоленской области России. Входит в состав Российского сельского поселения. Население — 1 житель (2007 год). 
Расположена в восточной части области в 20 км к юго-западу от Вязьмы, в 6 км южнее автодороги М1 «Беларусь», на берегу реки Денежка. В 2 км северо-восточнее деревни расположена железнодорожная станция Семлёво на линии Москва — Минск. 

## История
В годы Великой Отечественной войны деревня была оккупирована гитлеровскими войсками в октябре 1941 года, освобождена в марте 1943 года.